# Ernst Eckert
Ernst Eckert (14. července 1885 Schönthal u Mariánských Lázní – 23. září 1952 Bad Kissingen) byl československý politik německé národnosti a meziválečný poslanec Národního shromáždění.

## Biografie
Původní profesí byl fotografem. V letech 1920–1928 byl členem městské rady v Mariánských Lázních. Angažoval se v místních podnikatelských spolcích a v Německé živnostenské straně, jejímž zemským předsedou pro Čechy byl. Zároveň předsedal sdružení Deutscher Landesgewerbeverband für Böhmen. Působil také v pěveckých spolcích. Psal veselohry a povídky v chebském německém dialektu. Po druhé světové válce založil v Německu list Marienbader-Tepler Heimatbrief, který vychází dosud. Ve vysídleneckých organizacích se angažoval i jeho syn Ernst Eckert (1910–1990).
Podle údajů k roku 1930 byl profesí fotografem a vicepresidentem Obchodní komory Cheb, Mariánské Lázně.
V parlamentních volbách v roce 1925 získal za Německou živnostenskou stranu poslanecké křeslo v Národním shromáždění. Mandát obhájil v parlamentních volbách v roce 1929. Byl členem Německé živnostenské strany. Ta ve volbách v roce 1925 kandidovala společně s Německým svazem zemědělců, ve volbách roku 1929 utvořila alianci s Německou křesťansko sociální stranou lidovou.